# Johann Zeidler (Mediziner)

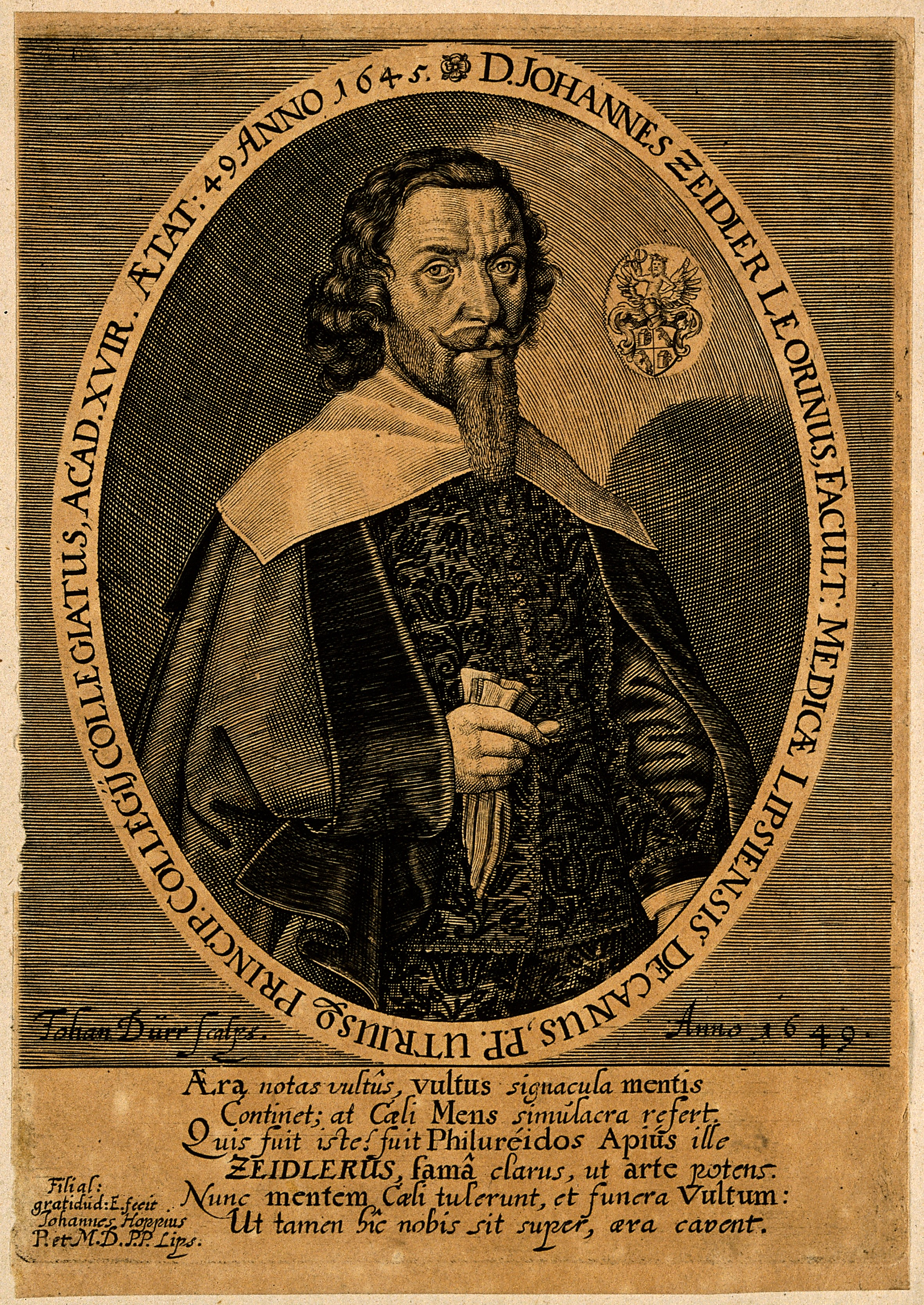
Johann Zeidler

Johann Zeidler (* 16. August 1596 in Löwenberg; † 13. November 1645 in Leipzig) war ein deutscher Mediziner.

## Leben
Der Sohn des Löwenberger Stadtrichters und Anwalts im Fürstentum Jauer Martin Zeidler und dessen Frau Anna Wirth hatte nach dem Schulbesuch in seiner Heimatstadt anfänglich am 16. Mai 1615 ein philosophisches Studium an der Universität Leipzig aufgenommen. Dort graduierte er am 30. September 1616 zum Bakkalar und erwarb am 28. Januar 1619 den akademischen Grad eines Magisters. Im Anschluss nahm er ein medizinisches Studium in Angriff, graduierte am 9. Mai 1622 zum Bakkalar der Medizin, am 28. November 1622 zum Lizentiaten und schloss das Medizinstudium am 1. Mai 1623 mit der Promotion zum Doktor der Medizin ab. Er widmete den Druck seiner Promotionsschrift dem kursächsischen Leibarzt David Faber und dem Professor der Chirurgie Johann Jacob Reiter.
Nach der Promotion praktizierte er 1624 kurzzeitig in Leipzig, bevor er als Arzt in Eilenburg tätig wurde. Zudem verfolgte er einen akademischen Werdegang, wurde am 5. Mai 1624 Assessor der medizinischen Fakultät, am 21. April 1625 Kollegiat am kleinen Fürstenkollegium und am 1. Februar 1626 Professor der Physiologie. Am 3. Oktober 1631 stieg er in die Professur der Anatomie und Chirurgie auf  und wurde zum Arzt der kurfürstlichen Stipendiaten bestimmt. Am 8. Juni 1643 wurde er Dekan der medizinischen Fakultät, fand am 25. Juni 1643 als Kollegiat Zugang zum großen Fürstenkollegium und übernahm am 28. Juni desselben Jahres die Professur der Therapie.
In den Jahren 1631 und 1633 hatte er den Vorsitz bei Disputationen des Mediziners Paul Fleming und 1638 bei Johannes Ittig. Am 5. Dezember 1639 verteidigte Gottfried Welsch seine Thesen zur Schwindsucht ebenfalls unter dem Vorsitz von Zeidler. Im Jahr 1643 wurde Welsch von Zeidler promoviert.
Zeidler hatte sich auch an den organisatorischen Aufgaben der Leipziger Akademie beteiligt. So war er am 16. Oktober 1643 Decemvir der Hochschule geworden und in den Wintersemestern 1628, 1636, 1640 Rektor der Alma Mater. Er beschäftigte sich auch mit mathematischen, philosophischen und astronomischen Themen.
Er wurde am 17. November 1645 in der Leipziger Paulinerkirche begraben, wo man ihm auch ein Epitaph errichtete.

## Familie
Johann Zeidlers Großvater Valentin Zeidler war mehrmals Bürgermeister in Leipzig gewesen. Seine Mutter Anna Wirth war Tochter des Ratsherrn Johannes Wirth in Löwenberg. Ihr Bruder, Zeidlers Onkel, war der kaiserliche Leibarzt Georg Wirth (1524–1613).
Zeidler heiratete am 26. Mai 1628 Maria (* 6. Juli 1612 in Leipzig; † 29. Januar 1644 ebenda, begraben am 31. Januar), die Tochter des Leipziger Handelsmannes Christoph Krumbholtz (* 9. Januar 1564 in Joachimsthal; † 1. Januar 1633 in Leipzig) und der Elisabeth, die Tochter des Leipziger Handelsmannes Wolff Clauß (Classen). Aus dieser Ehe sind drei Söhne und vier Töchter hervorgegangen, wovon nur ein Sohn die Mutter überlebte. Von den Kindern ist bekannt:
- Elisabeth Zeidler (* 3. August 1629 in Leipzig; † 11. September 1643 ebenda)
- Maria Zeidler († 1643)
- Anna Magdalena Zeidler († jung)
- Anna Zeidler († 1643)
- Johann Christoph Zeidler († jung)
- Michael Zeidler († jung)
- Johannes Zeidler (* 1. Januar 1644 in Leipzig)

## Werke
- Disp. Medica De Tertiana Intermittente. Leipzig 1622.
- Theses Ordinariae De Signorum Vestigio Ac Indagine. Leipzig 1622.
- Themata Disputationis Inauguralis De Plica Polonica, Seu Novo Cirrorum Symptomate. Leipzig 1623.
- Disp. Medica De Asthmate propriissime dicto. Leipzig 1629.
- De Mania Themata Medica. Leipzig 1630.
- De carbunculo. Leipzig 1633.
- Moderante Medicorum Archiatro Jehova. Decreto & Autoritate … in alma Lipsiensium Academia Hanc Disputationem Ordinariam De Dolore Colico. Leipzig 1636.
- Disp. Medica Ordinaria De Ileo, quem Miserere Mei vocant …. Leipzig um 1640.
- Disp. Medica Inauguralis De Incubo. Leipzig 1643.